# Hlohovecký rybník
Hlohovecký rybník je součást kaskády a národní přírodní rezervace Lednické rybníky na Včelínku, severně při obci Hlohovec. Leží pod Nesytem a přímo na něj navazuje Prostřední rybník. Slouží k chovu ryb, závlahám a jako stanoviště vzácných druhů. Za běžného stavu má plochu 94 ha a zadržuje asi 1,84 mil. m³ vody.
Vede kolem něj naučná stezka Lednické rybníky, jeho hráz na východě tvoří silnice II/422 (Bezručova alej). Do roku 1920 tvořil zemskou hranici mezi Moravou a Dolními Rakousy, na což je památkou Hraniční zámek stojící na západním konci rybníka.